# نيكياس أرندت
نيكياس أرندت (بالألمانية: Nikias Arndt)‏ مواليد 18 نوفمبر 1991 في بوخهولتس إن در نوردهايده، ألمانيا، هو دراج ألماني في صنف سباق الدراجات على الطريق وعلى المضمار.

## سباقات أو مراحل فاز بها
| التاريخ        | السباق                                   | المركز                                          |
| -------------- | ---------------------------------------- | ----------------------------------------------- |
| 11 سبتمبر 2011 | تور دي أفينير 2011                       | الثالث في تصنيف النقاط                          |
| 11 أغسطس 2013  | سباق النرويج 2013                        | الفائز في ترتيب النقاط للشباب، المركز الثالث    |
| 11 مايو 2014   | أربعة أيام من دونكيرك 2014               | الثاني في تصنيف النقاط                          |
| 03 أكتوبر 2015 | طواف مونستر 2015                         | المركز الثالث                                   |
| 06 أبريل 2016  | شيلدبرايش 2016                           | السابع في التصنيف العام                         |
| 01 مايو 2016   | طواف يوركشاير 2016                       | الثالث في تصنيف النقاط، الثامن في التصنيف العام |
| 29 مايو 2016   | طواف إيطاليا 2016                        | الثامن في تصنيف النقاط                          |
| 12 يونيو 2016  | روند أم كولن 2016                        | المركز الثالث                                   |
| 31 يوليو 2016  | Rad am Ring 2016                         | السابع في التصنيف العام                         |
| 15 يناير 2017  | 2017 People's Choice Classic             | المرتبة 14 في التصنيف العام                     |
| 29 يناير 2017  | سباق كاديل ايفانز 2017                   | الفائز في التصنيف العام                         |
| 22 مايو 2022   | روند أم كولن 2022                        | المركز الثالث                                   |
| 26 يونيو 2022  | سباق الطريق للرجال في بطولة ألمانيا 2022 | المركز الثاني                                   |

## روابط خارجية
- نيكياس أرندت على موقع الاتحاد الدولي للدراجات (الإنجليزية)
- نيكياس أرندت على موقع أرشيف الدراجات (الإنجليزية)
- نيكياس أرندت على موقع إحصائيات الدراجات الإحترافية (الإنجليزية)
- نيكياس أرندت على موقع نسبة الدراجات (الإنجليزية)
- نيكياس أرندت على موقع CycleBase (الإنجليزية)
- نيكياس أرندت على موقع أوليمبيديا (الإنجليزية)
- نيكياس أرندت على موقع اللجنة الأولمبية الألمانية (الألمانية)